# Séisme de 1994 au río Paez
Le séisme de 1994 au río Paez est un séisme superficiel (épicentre à 10 km de profondeur) de magnitude 6.4 sur l'échelle de Richter qui s'est produit le 6 juin 1994
Le séisme a provoqué une importante coulée de boue qui a détruit la ville de Paez, dans le département de Cauca au sud-ouest de la Colombie. 
Il est estimé que 1 100 personnes, principalement de l'ethnie Paez, furent tués dans une quinzaine de villages dans le bassin du río Paez, entre les départements de Cauca et Huila,.
En réponse au désastre, le gouvernement colombien a créé la Corporación Nasa Kiwe (en) afin de promouvoir la région et commencer la reconstruction des zones touchées.

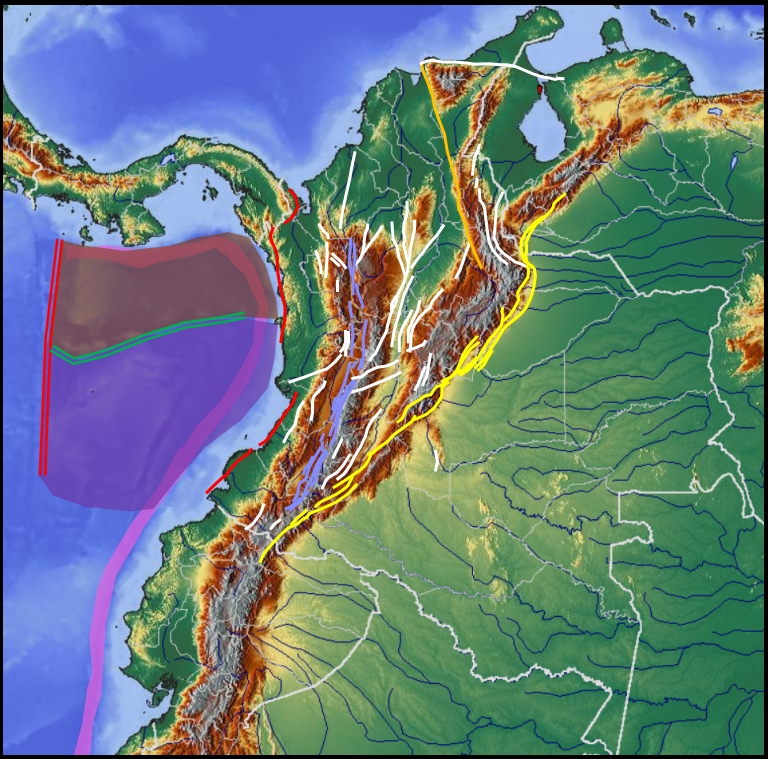
Principales failles en Colombie.